# أرانتزا كيروغا سيا
أرانتزا كيروغا سيا (إيرون، 26 يوليو 1973) سياسية إسبانية. كانت رئيسة لبرلمان الباسك بين عامي 2009 و2012، وهو مكتب معروف في العالم الناطق بالإنجليزية باسم «رئيس البرلمان». السيدة كيروغا حاصلة على شهادة في القانون، هي عضو في حزب الشعب المحافظ، وكانت زعيمة فرع الباسك للحزب حتى استقالتها في عام 2015.
ولدت لأب من بلد الوليد وأم من إقليم الباسك، ونشأت في إيرون. أصبحت عضوًا في حركة شبابية حزب الشعب الإسبانية في سن 21 عامًا وانتُخبت مستشارًا محليًا لإيرون على قائمة الحزب. بدأت مسيرتها السياسية في الإقلاع بعد ثلاث سنوات عندما ألقت كلمة في اجتماع للحزب في مدريد بمناسبة الذكرى العشرين لأول انتخابات ديمقراطية.
تم انتخابها لأول مرة لعضوية برلمان الباسك في انتخابات عام 1998، ومنذ ذلك الحين كان لها وجود مستمر في الغرفة (فقدت مقعدها في انتخابات عام 2001، لكنها دخلت البرلمان لأن زميلتها النائب في حزب الشعب ماريا سان جيل استقالت من مقعدها بعد فترة وجيزة من الانتخابات). بناء على صفقة بين حزبها وحزب العمل الإشتراكي بعد انتخابات 2009 أعلن المحافظون أنها ستكون مرشحتهم لرئاسة برلمان الباسك. تم انتخابها كرئيسة لمجلس النواب في 3 أبريل 2009، وافتتحت البرلمان الجديد رسميًا بخطاب خلط بين الباسك والإسبانية.